# Beth Fowler
Beth Fowler (1 de noviembre de 1940) es una actriz y cantante estadounidense, conocida por sus actuaciones en Broadway y por su papel de la hermana Ingalls en Orange Is The New Black. Ha sido nominada dos veces al Premio Tony.

## Biografía
Nación en Jersey City, Nueva Jersey, Fowler era una maestra con afición por el teatro de Broadway cuando decidió hacer una audición para el musical Gantry en 1970. Fue contratada para el coro y como suplente para el papel principal, pero el espectáculo desafortunadamente se cerró noche de apertura. Tuvo mejor suerte con su siguiente proyecto, A Little Night Music de Stephen Sondheim. Otros espectáculos de Broadway en los que participó fueron 1600 Pennsylvania Avenue, Peter Pan, Baby, Take Me Along, Teddy & Alice, la reposición de Sweeney Todd en 1989, donde interpretó a la Sra. Lovett, La Bella y la Bestia, donde interpretó a la señora Potts, Bells Are Ringing y The Boy from Oz donde interpretó a la madre de Peter Allen, Marion.
Fowler ha sido nominada para dos Premios Tony, como Mejor Actriz Destacada en un Musical por The Boy From Oz y como Mejor Actriz en un Musical por Sweeney Todd como Mrs. Lovett, lo que le valió también una nominación al Premio Drama Desk.
Durante su carrera, Fowler también ha aparecido en diferentes películas, incluida Sister Act y Sister Act 2: Back in the Habit como una monja del coro, Friends & Family, Did You Hear About the Morgans?, I Don't Know How She Does It, y Mulan, en la que cantó la canción "Honor to Us All". En la televisión, Fowler actuó en Law & Order, Law & Order: Criminal Intent, Ed y Gossip Girl. En 2013, apareció en un papel recurrente, como la hermana Jane Ingalls, en la serie de Netflix Orange Is the New Black. Junto con el resto del elenco, Fowler recibió el Premio del Sindicato de Actores de Pantalla a la Mejor Actuación por un Conjunto en una Serie de Comedia.

## Filmografía
| Año       | Título                                      | Personaje             | Notas                             |
| --------- | ------------------------------------------- | --------------------- | --------------------------------- |
| 1991      | In the Line of Duty: Manhunt in the Dakotas | Joan Kahl             | Película para televisión          |
| 1992      | Sister Act                                  | Monja del coro        |                                   |
| 1993      | Law & Order                                 | La señora Wrenn       | Episodio: "Virus"                 |
| 1993      | Sister Act 2: Back in the Habit             | Monja del coro        |                                   |
| 1998      | Mulan                                       | Voz                   |                                   |
| 2000      | Ed                                          | La mamá de Molly      | Episodio: "The Whole Truth"       |
| 2001      | Friends & Family                            | La señora Torcelli    |                                   |
| 2006      | Law & Order: Criminal Intent                | Margaret Collo        | Episodio: "On Fire"               |
| 2008      | Back to Me                                  | Beth                  | Cortometraje                      |
| 2009      | Did You Hear About the Morgans?             | Ma Simmons            |                                   |
| 2010      | The Extra Man                               | Ms. Marsh             |                                   |
| 2011      | Silhouette                                  | Paige                 |                                   |
| 2011      | I Don't Know How She Does It                | Secretaria de Clark   |                                   |
| 2007-2012 | Gossip Girl                                 | Maestra de ceremonias | 3 episodios                       |
| 2013-2016 | Orange Is the New Black                     | Hermana Jane Ingalls  | 32 episodios Personaje recurrente |